# Melanoplus oreophilus
Melanoplus oreophilus är en insektsart som beskrevs av Morgan Hebard 1920. Melanoplus oreophilus ingår i släktet Melanoplus och familjen gräshoppor. Inga underarter finns listade i Catalogue of Life.